# Parlement de Francfort
Pour les articles homonymes, voir Assemblée nationale constituante allemande.

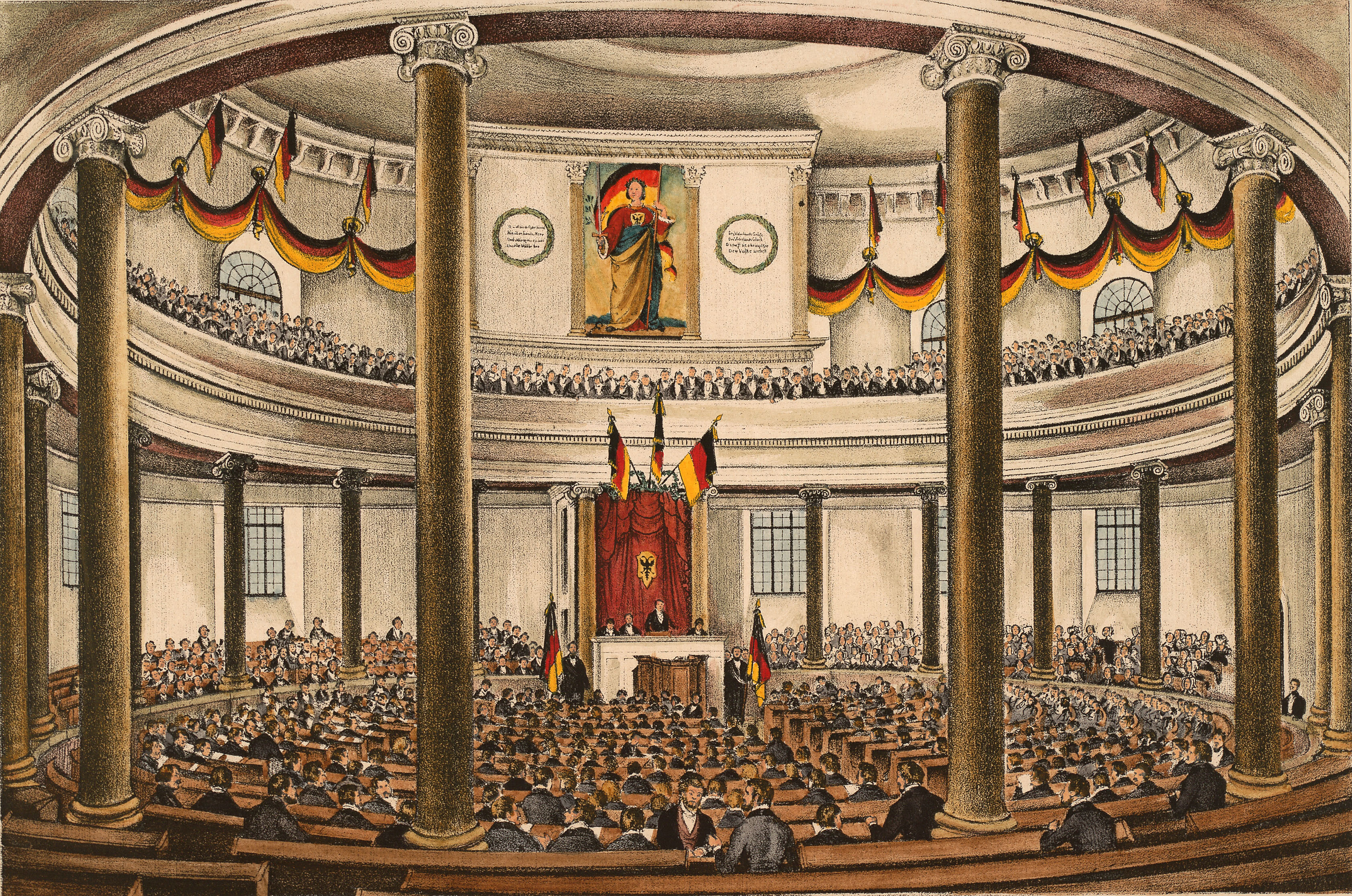
L'assemblée dans l'église Saint-Paul de Francfort-sur-le-Main (illustration polychrome, XIXe siècle)

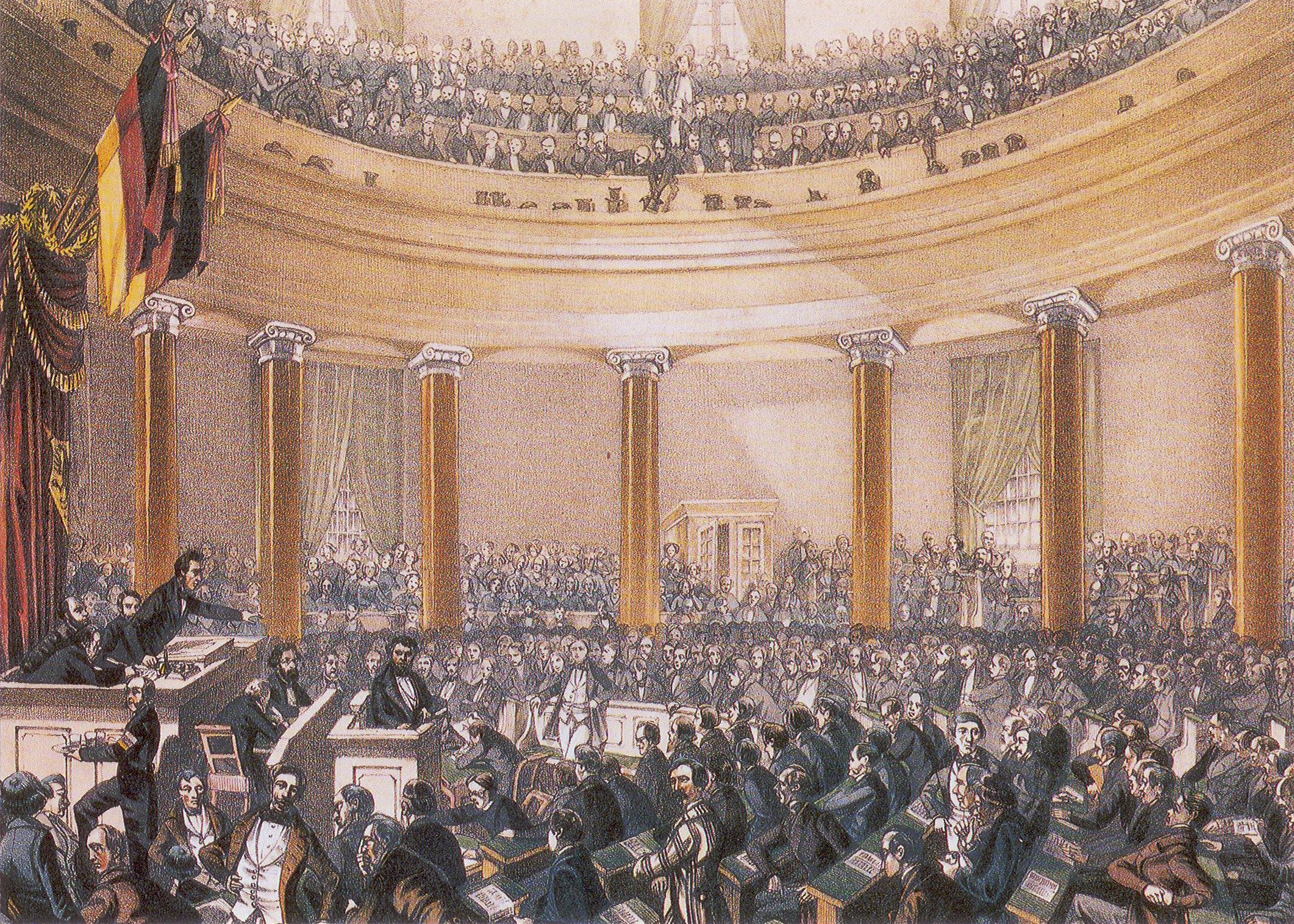
Session du parlement de Francfort en juin 1848. Robert Blum est à la tribune (illustration polychrome, XIXe siècle).

Le Parlement de Francfort (Frankfurter Nationalversammlung en allemand) ou littéralement assemblée nationale de Francfort a siégé entre le 18 mai 1848 et le 31 mai 1849 dans l'église Saint-Paul de Francfort. Il s'agissait de la première assemblée élue en Allemagne. Elle a été créée à la suite de la révolution de Mars qui secoua les États de la confédération germanique en 1848.
Le parlement était constitué principalement de membres des mouvements libéraux et nationalistes de la période dite de la Vormärz, ceux-ci s'opposaient à la restauration mise en place au congrès de Vienne de 1815 et menée par le chancelier autrichien Metternich. Rapidement, l'assemblée s'organise en groupes parlementaires, plus ou moins conservateurs, libéraux ou démocrates. Ces deux dernières familles politiques s'opposaient aussi à propos de l'importance de la nation, de la question sociale, de l'ouverture économique, des droits civiques, mais aussi de la révolution même. Ils votent en décembre 1848 un catalogue de droits fondamentaux et en mars 1849 la constitution.
Celle-ci, dite constitution de Francfort ou constitution de l'église Saint-Paul (« Paulskirchenverfassung »), était très empreinte de parlementarisme. Elle prévoyait entre autres la garantie des droits fondamentaux et une monarchie constitutionnelle avec un empereur (Kaiser) à sa tête. Le titre devant être héréditaire.
L'assemblée échoua cependant dans sa tâche, quand le roi de Prusse Frédéric-Guillaume IV refusa la couronne impériale qui lui était proposée. Le travail de l'assemblée servit cependant de modèle pour la constitution de la république de Weimar en 1919 et pour celle de la RFA en 1949.

## Contexte

### Renversement de Napoléon et Confédération germanique

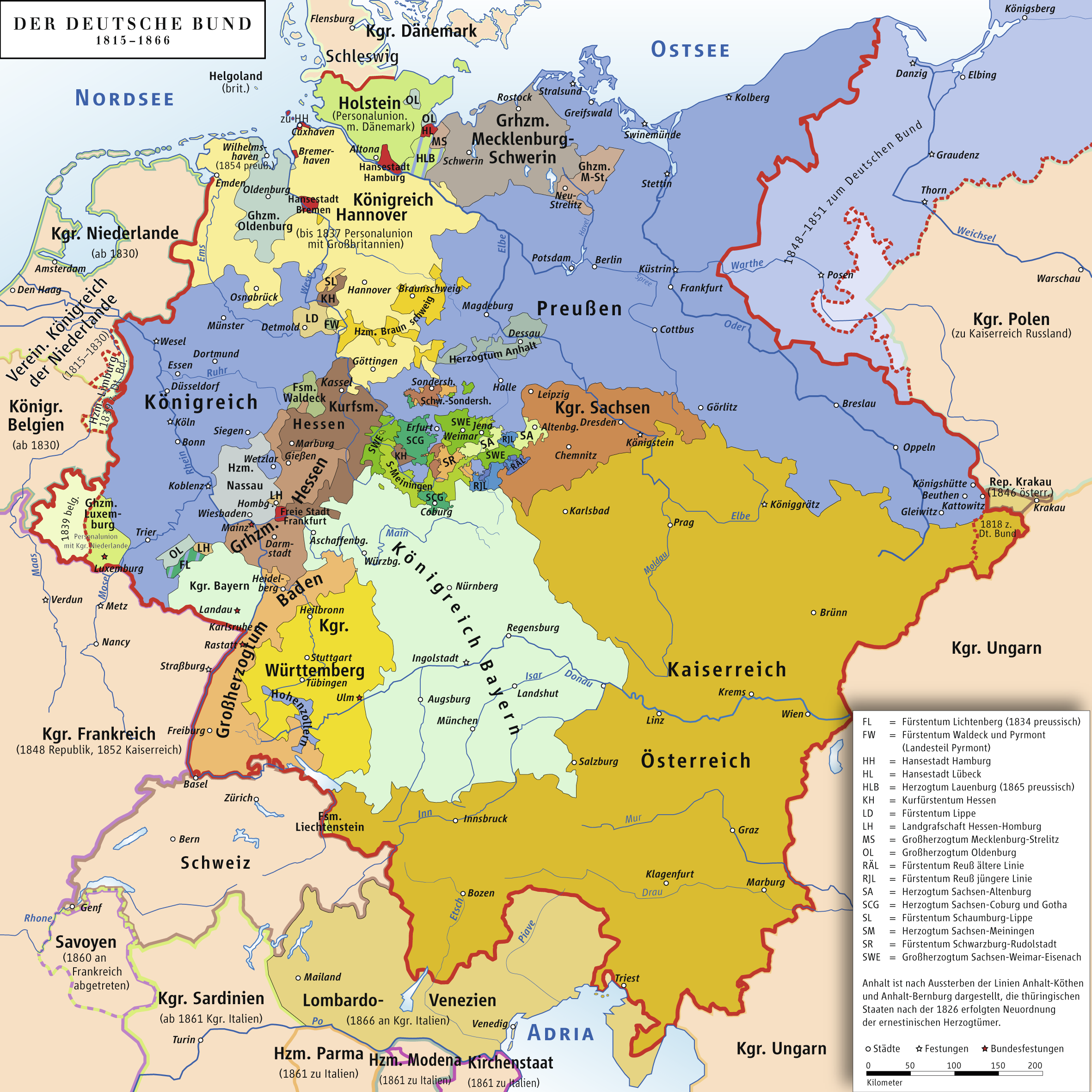
Carte de la Confédération germanique

En 1806, à la suite de la défaite autrichienne contre Napoléon, l'empereur François II du Saint-Empire dut déposer sa couronne d'empereur et dissoudre le Saint-Empire germanique.
La chute de Napoléon contre les forces coalisées, constituées du Royaume-Uni, de la Russie et la Prusse conduisit à l'organisation en 1815 du congrès de Vienne. Celui-ci prévoyait la création de la confédération germanique composée d'une multitude d'États indépendants dominés par l'Autriche et la Prusse. Ce retour en arrière déçut les aspirations nationalistes de ceux qui avaient participé aux guerres de libération de l'emprise de l'empereur français.
À côté du nationalisme, le débat politique était également dominé par la question de la conservation des droits des citoyens. Les acquis découlant de la révolution française au début du XIXe siècle, comme des droits pour les citoyens influencés par le code civil ou les constitutions de certains États, étaient remis en question et partiellement limités par les décrets de Carlsbad en 1819 ainsi que par d'autres décisions de la période de la « Restauration ». La révolution de juillet en France déclencha quelques émeutes dans la confédération en 1830 qui permirent de retourner la tendance. La fête de Hambach en 1832, puis l'attaque de la garde de Francfort (« Frankfurter Wachensturm ») en 1833 conduisirent toutefois à une plus forte censure, à un plus fort contrôle autour des personnes ayant des idées démocratiques ou constitutionnelles et à l'interdiction de réunion.

### Les années 1840
Dans le milieu des années 1840, la crise politique intérieure devint plus criante. Les causes étaient multiples : sentiment national de plus en plus vif dans la population, la question des duchés de Schleswig et Holstein ainsi que la construction de forteresses fédérales à Ulm et Rastatt. De plus de mauvaises récoltes conduisirent à des émeutes de la faim. Les débuts de l'industrialisation avec ses revers avaient fait augmenter les tensions économiques et sociales,.
Particulièrement dans le grand-duché de Bade de nombreuses associations politiques s'étaient formées, constituant une opposition démocrate au pouvoir en place,. La presse dans le sud de l'Allemagne commençait à résister à la censure. Lors de leurs assemblées, comme celle d'Offenbourg en septembre 1847, les démocrates les plus radicaux appelaient au renversement du pouvoir. Par ailleurs, les bourgeois d'opposition présents à l'assemblée du grand-duché commençaient à mieux se coordonner et prenaient confiance en eux. Ainsi 18 députés libéraux se réunirent le 10 octobre 1847 lors de la réunion d'Heppenheim afin d'appeler à l'unité nationale.
Au début de 1848, à ces tensions intérieures vinrent s'ajouter des éléments extérieurs : la révolution de 1848 en France fit tomber Louis-Philippe et proclama la deuxième république. Cela enflamma l'Europe avec l'éclatement d'émeutes et la révolution dans la plupart des pays, demandant la fin des mesures anti-libérales de la conférence de Troppau. Dans l’empire d'Autriche, par exemple, la Hongrie, la Bohême et le nord de l'Italie se révoltèrent afin d'obtenir leur indépendance,.
Le 12 février 1848, le député libéral Friedrich Daniel Bassermann demanda devant la seconde chambre de l'assemblée badoise la formation d'une assemblée nationale à Francfort-sur-le-Main, là où siégeait le Bundestag de la confédération germanique constitué des représentants des princes des États membres. Cette demande suivait celle de Carl Theodor Welcker en 1831, et la sienne en 1844. Deux semaines plus tard, les nouvelles venant de France donnèrent l'élan nécessaire aux premières révoltes qui eurent lieu dans le pays de Bade avec l'occupation de la Ständehaus de Karlsruhe. En avril, la marche menée par Friedrich Hecker est la première des trois tentatives de soulèvement militaire dans la région. À partir des événements de Karlsruhe, la révolution s'étendit au reste de la confédération.

### La révolution de mars

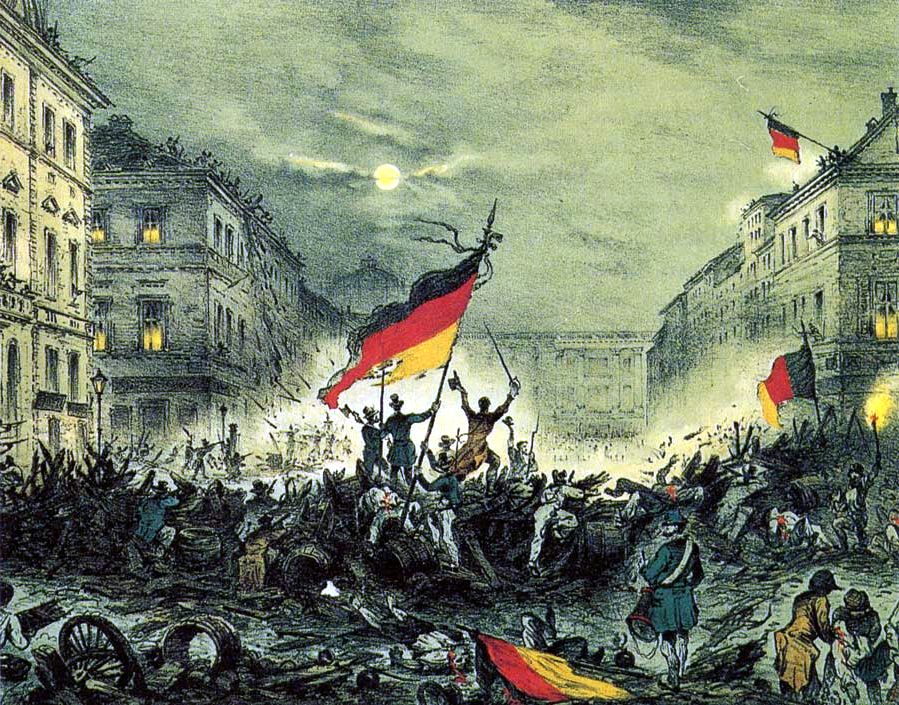
Révolutionnaires en liesse après les combats de barricades de Berlin, le 18 mars 1848 (illustration polychrome, XIXe siècle).

Les revendications principales des révolutionnaires concernaient les droits de l'homme : liberté de presse, d'expression, de réunion, la fin de l'arbitraire, la fin des privilèges; mais également l'armement des citoyens et la formation de parlements régionaux libéraux ainsi que l'unité allemande. Le 5 mars 1848 les hommes politiques et députés formant l'opposition se rassemblèrent à Heidelberg afin de se coordonner. Ils décidèrent de la création d'un pré-parlement (« Vorparlament ») qui devait décider du mode d'élection d'une assemblée devant donner une constitution à l'Allemagne. Le comité des sept (« Siebenerausschuss ») nomma ainsi 500 personnes à Francfort-sur-le-Main pour former ce pré-parlement.
Ce mouvement révolutionnaire s'étendit à la plupart des États allemands au début de mars : le grand-duché de Bade, la Bavière, la Saxe, le Wurtemberg, l'Autriche et la Prusse se soulevèrent. De nombreux princes furent ainsi contraints de nommer des gouvernements révolutionnaires libéraux (« Märzregierung ») à la place de ceux conservateurs alors en place. Le 10 mars 1848, le Bundestag de la confédération germanique convoque le comité des dix-sept (« Siebzehnerausschuss ») afin de préparer une constitution. Il appela le 20 mars à l'organisation d'élections législatives dans les États de la confédération, les provinces prussiennes hors des limites de celle-ci incluses, afin d'élire une assemblée constituante. En Prusse, après les barricades du 18 mars, une assemblée nationale fut également convoquée, afin d'élaborer une constitution pour le royaume.

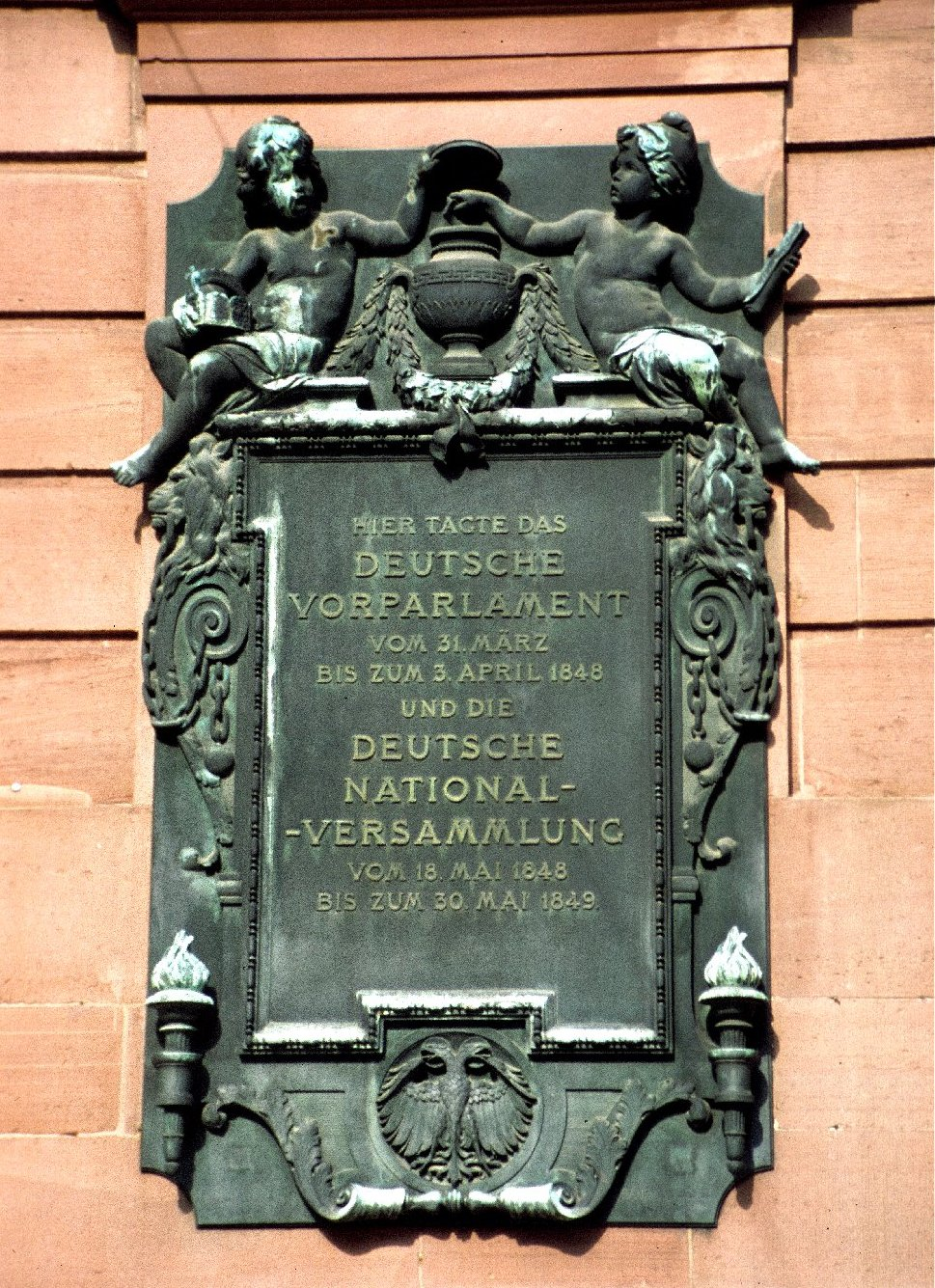
Plaque commémorative sur les murs de l'église Saint-Paul de Francfort-sur-le-Main.

Le pré-parlement (« Vorparlament ») siégea du 31 mars au 3 avril sous la présidence de Carl Mittermaier dans l'église Saint-Paul. Les libéraux modérés y décidèrent contre les démocrates radicaux de travailler à l'écriture d'une constitution en coopération avec le Bundestag. Lors de cette période de transition avant la formation de l'assemblée, un comité de représentation de l'assemblée auprès de la confédération germanique se constitua : le comité des cinquante (« Fünfzigerausschuss »).

## Élections
Deux décrets du Bundestag du 30 mars et du 7 avril, rédigés sur proposition du pré-parlement, déterminent les modalités des élections. Il y avait 649 circonscriptions, d'environ 50 000 habitants chacune, mais toutes n'envoyèrent pas un député à l'assemblée : certaines circonscriptions autrichiennes où la majorité n'était pas germanique boycottèrent l'élection.
Les candidats devait être des « hommes majeurs indépendants ». La notion d'indépendance donna lieu à différentes interprétations et à des mouvements de protestation contre les règles mises en place. En général cela excluait du vote ceux recevant de l'aide publique pour motif de pauvreté, parfois cela excluait également tous ceux ne possédant pas leur propre logement, y compris les artisans logeant chez leurs maîtres. On peut estimer qu'environ 85 % des hommes avaient le droit de vote. En Prusse ce chiffre dépassait les 90 %, tandis qu'en Saxe, dans le Bade et à Hanovre les critères étaient plus sélectifs,.
Le choix du scrutin direct ou indirect n'était pas non plus précisé par les décrets. Les modalités de l'élection furent décidées État par État : ainsi dans le Wurtemberg, le Holstein, le Hesse-Cassel et les 4 villes libres (Hambourg, Brême, Lübeck, Francfort-sur-le-Main) les élections furent à scrutin direct, alors que dans la plupart des autres États il fut indirect : un premier tour permet d'élire des grands-électeurs qui élisent les représentants lors d'un second tour.
| Députés élus          |                            |                              |
| État                  | Nombre de circonscriptions | Nombre de députés différents |
| Autriche              | 132                        | 186                          |
| Prusse                | 200                        | 280                          |
| Bavière               | 71                         | 91                           |
| Hanovre/Oldenbourg    | 31                         | 41                           |
| Wurtemberg            | 30                         | 42                           |
| Saxe                  | 24                         | 36                           |
| États de Thuringe     | 14                         | 23                           |
| Bade                  | 19                         | 21                           |
| Hesse                 | 32                         | 36                           |
| Villes hanséatiques   | 3                          | 7                            |
| Mecklembourg-Schwerin | 7                          | 9                            |
| Holstein/Lauenbourg   | 7                          | 8                            |
| Schleswig             | 5                          | 6                            |
| Brunswick             | 4                          | 5                            |
| États d'Anhalt        | 3                          | 5                            |
| Limbourg              | 2                          | 2                            |
| Luxembourg            | 1                          | 4                            |
| Lippe                 | 1                          | 1                            |
| Schaumbourg-Lippe     | 1                          | 1                            |
| Liechtenstein         | 1                          | 1                            |

L'assemblée nationale devait siéger dès le 1er mai, toutefois certains États organisèrent l'élection seulement ce jour-là voire dans les jours suivants. La participation est estimée entre quarante et soixante-dix pour cent. La circonscription de Tiengen dut organiser une nouvelle élection comme le vainqueur de la première n'était autre que Friedrich Hecker qui avait dû s'exiler en Suisse. Finalement, le parlement était constitué de 585 députés à son ouverture le 18 mai 1848,.
Pour contrôler les élections, les députés furent répartis au hasard dans quinze groupes, chacun vérifiant les résultats de l'élection d'un autre groupe. Les réclamations n'étaient déclarées valides que si elles pouvaient réellement avoir changé le résultat final. Les présidents de chaque groupe formaient un comité central qui devait présenter les cas litigieux devant l'assemblée plénière.

## Organisation de l'assemblée

### Profil social des députés
L'assemblée, qui comptait avec les adjoints 812 membres, était assez homogène. La bourgeoisie éduquée y était très représentée. Ainsi 95 % des députés étaient titulaires d'un Abitur (baccalauréat), les trois quarts avaient fait des études universitaires, et parmi ceux-là la moitié y avait suivi des cours de droit. Nombreux étaient également ceux faisant partie d'un Corps ou d'une Burschenschaft. Au niveau de la profession exercée, la plupart, 436, étaient fonctionnaires parmi ceux-là 49 professeurs universitaires, 110 juges et avocats et 115 fonctionnaires administratifs.
Beaucoup également faisaient partie de l'opposition dans leurs États et étaient donc en conflit avec leur souverain. Parmi ceux-ci on peut citer les professeurs du Sept de Göttingen (« Göttinger Sieben ») : Jacob Grimm, Friedrich Christoph Dahlmann, Georg Gottfried Gervinus et Wilhelm Eduard Albrecht ou bien l'homme politique Johann Adam von Itzstein qui luttait pour la rédaction d'une constitution depuis déjà 20 ans. Parmi les enseignants les domaines les plus représentés, à côté du droit, étaient la germanistique et l'histoire. Les séminaires et autres rassemblements des enseignants de ces matières, comme les Germanisten-Tage (de) (journées germanistes) en 1846 et 1847, étaient en effet pendant la période de la réaction les seuls lieux où on pouvait discuter librement de la question nationale. Les meneurs dans cette catégorie professionnelle étaient Ernst Moritz Arndt, Johann Gustav Droysen, Carl Jaup (de), Friedrich Theodor Vischer et Georg Waitz.
À cause de sa composition le parlement fut surnommé, surtout vers sa fin, le « parlement des professeurs (« Professorenparlament ») » ce qui était assez péjoratif.
149 représentants avocats, médecins ou journalistes étaient catalogués en profession libérale (« freiberuflichen Bürgertum »), comme Alexander von Soiron, Johann Jacoby, Karl Mathy, Johann Gustav Heckscher, Wilhelm Emmanuel von Ketteler ou Wilhelm Murschel.
| Membres du parlement de Francfort      |        |
| Catégorie                              | Nombre |
| Hauts fonctionnaires                   | 115    |
| Fonctionnaires intermédiaires          | 37     |
| Maires et employés communaux           | 21     |
| Juges et procureurs                    | 110    |
| Officiers                              | 18     |
| Diplomates                             | 11     |
| Enseignants                            | 124    |
| Fonctionnaires (au sens large) (total) | 436    |
| Avocats                                | 106    |
| Médecins                               | 23     |
| Journalistes et écrivains              | 20     |
| Professions libérales (total)          | 149    |
| Commerçant                             | 35     |
| Industriels                            | 14     |
| Éditeurs                               | 7      |
| Bourgeois "économiques" (total)        | 56     |
| Ecclésiastes                           | 39     |
| Propriétaires terriens                 | 46     |
| Artisans                               | 4      |
| Divers                                 | 3      |
| Inconnus                               | 89     |
| total                                  | 812    |

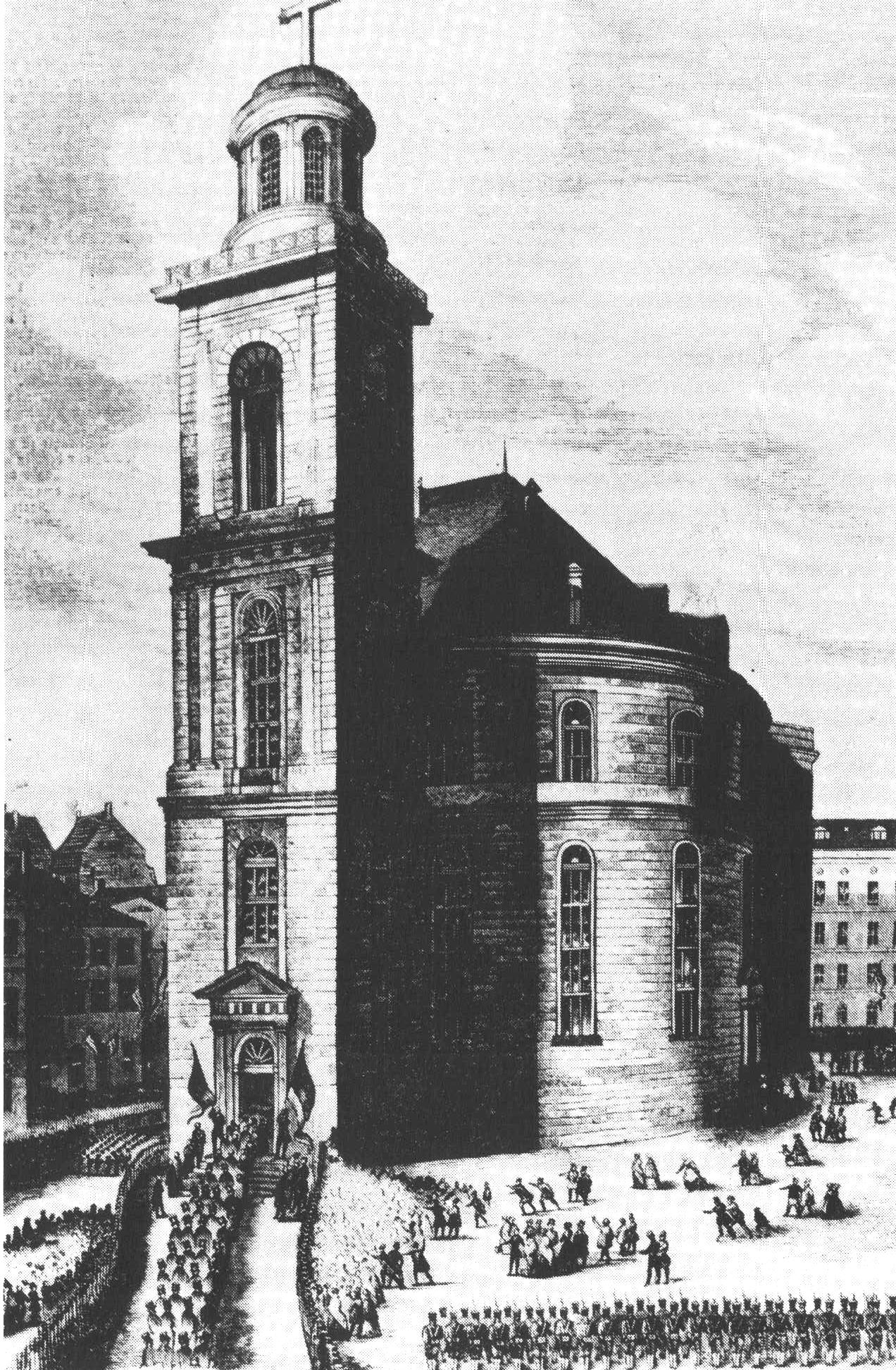
L'entrée des parlementaires dans l'église Saint-Paul (lithographie, XIXe siècle).

La bourgeoisie industrielle ou commerçante n'était représentée que par 56 députés, dont une partie étaient éditeurs comme Basserman ou Georg Friedrich Kolb, négociants, industriels ou banquiers comme Hermann Henrich Meier, Ernst Merck (de), Hermann von Beckerath, Gustav Mevissen et Carl Mez (de).
Les artisans et les agriculteurs n'étaient que très peu présents : on comptait ainsi seulement 3 fermiers prussiens. Les artisans, comme Robert Blum, étaient quasiment tous membres des démocrates radicaux, à la gauche du parlement. De par leurs origines ils étaient très préoccupés par la question des démunis et les problèmes sociaux. Parmi eux certains se déclaraient déjà explicitement comme socialistes.
Un autre point à noter est le grand nombre d'écrivains célèbres présent dans l'hémicycle comme Anastasius Grün, Ludwig Uhland, Heinrich Laube ou Joseph Victor von Scheffel.
Le 18 mai, pour l'inauguration du parlement, 330 députés se réunirent dans la salle impériale (« Kaisersaal ») de l'église Saint-Paul. Le doyen Friedrich Lang présida la première séance parlementaire. Heinrich von Gagern, un libéral connu à l'échelle nationale, fut élu président du parlement,.

### Groupes parlementaires et commissions

#### Groupes parlementaires
Lors son discours inaugural du 19 mai 1848, Gagern définit la rédaction d'une « constitution pour l'Allemagne » et l'unité allemande comme les deux principales tâches du parlement. 230 séances, 26 comités et 5 commissions y furent au total dédiés.
Au départ les députés siégeaient de manière libre et désordonnée, mais rapidement les affinités politiques menèrent à des regroupements dans l'hémicycle. Les députés formèrent rapidement des Klubs afin de débattre de manière efficace et des groupes parlementaires (« Fraktion ») afin de pouvoir rassembler une majorité à l'assemblée.

Évolution des différents groupes parlementaires au sein de l'hémicycle.

Ces fractions étaient souvent dénommées de par leur lieu de réunion, on ne peut les considérer à proprement parler comme des partis dans le sens où elles étaient très instables et peu organisées. Selon les auteurs on distingue de 3 à 4 grandes familles de fractions (selon qu'on scinde ou non le centre en centre-gauche et centre-droit) :
1. La gauche démocratique, dont les députés étaient surnommés die Ganzen (les entiers), était constituée du Deutscher Hof, du Donnersberg, du Nürnberger Hof et du Westendhall
2. Le centre libéral, dont les députés étaient surnommés die Halben (les demis), composé du centre-gauche : le  Württemberger Hof et du centre-droit : la fraction Casino ainsi que l'Augsburger Hof, du Landsberg et du Pariser Hof.
3. La droite conservatrice, protestante et majoritairement prussienne du Café Milani[32],[40].

Les plus grosses fractions étaient celles du centre : la fraction Casino réunissait 21 % du parlement en octobre 1848. Après 1849 l'Association centrale de Mars de gauche avait également une grande importance.

#### Commissions
Le parlement de Francfort créa dix-sept commissions permanentes et dix provisoires. Chaque député devrait faire partie d'au moins un comité. Si une place était vacante, la commission devait proposer trois candidats pour l'élection devant la session plénière. Le travail en commission n'était pas public, le président du parlement avait cependant le droit d'assister à toutes les séances. Des experts pouvaient être consultés. Au départ, le règlement prévoyait cependant de devoir demander l'autorisation durant les séances plénières pour ces consultations, cela ne fut de facto pas appliqué.

### Présidents de l'Assemblée

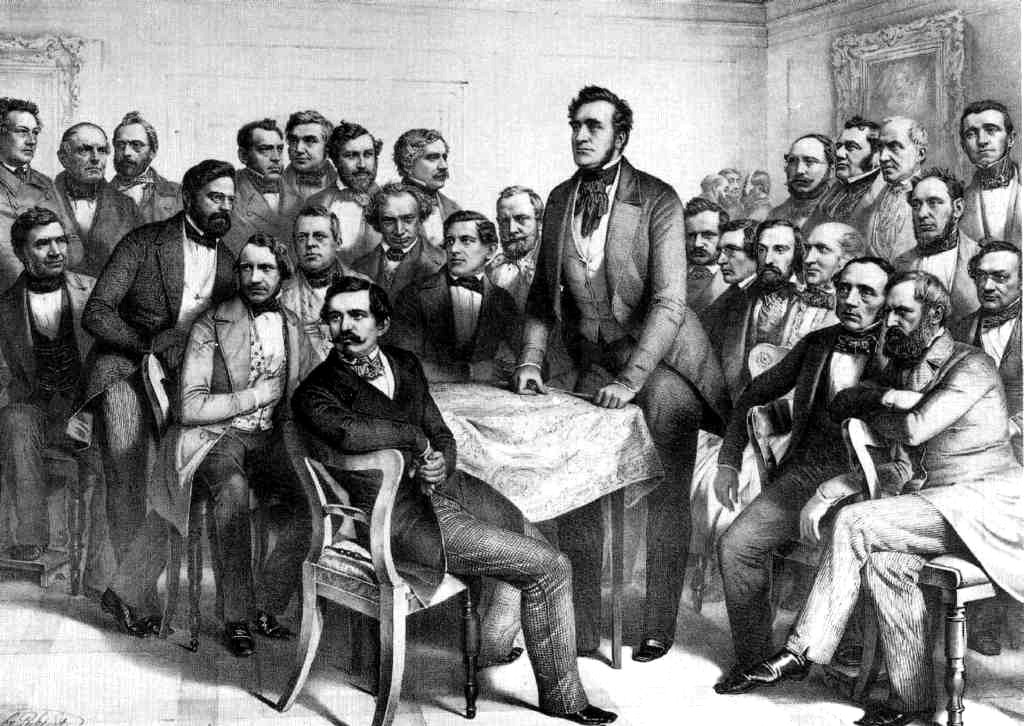
La Fraction Casino (lithographie de Friedrich Pecht, 1849)

- Friedrich Lang en tant que doyen, du 18 au 19 mai 1848
- Heinrich von Gagern du 19 mai au 16 décembre 1848[44]
- Eduard Simson du 18 décembre 1848 au 11 mai 1849
- Theodor Reh du 12 au 30 mai 1849
- Friedrich Wilhelm Löwe en tant que président du Rumpfparlament (parlement croupion) de Stuttgart, du 6 juin 1849 au 18 juin 1849

## Pouvoir central provisoire

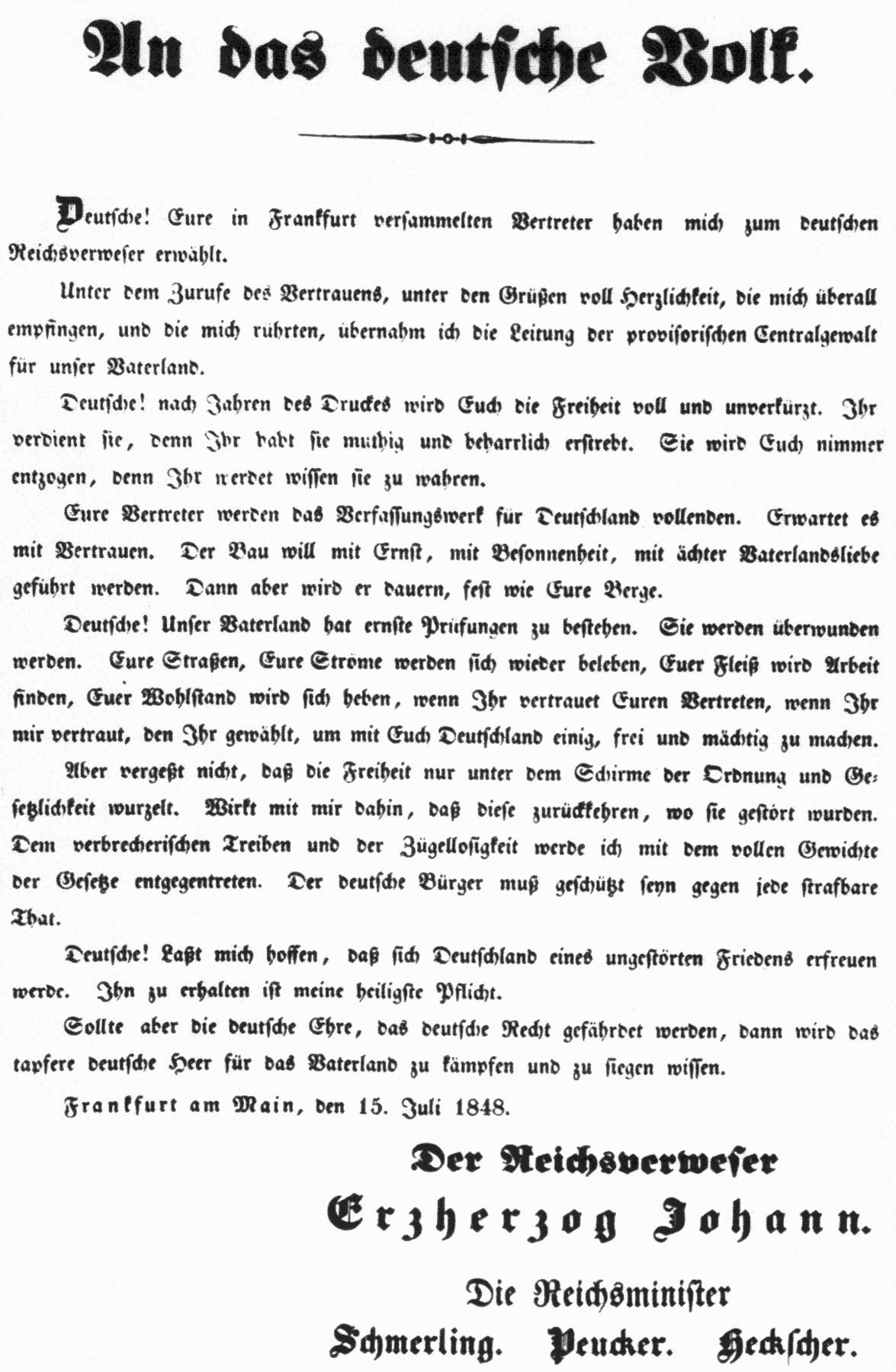
Texte de proclamation de Jean-Baptiste en tant que Régent impérial le 15 juillet 1848

L'assemblée nationale n'était pas une émanation de la confédération germanique, par conséquent elle ne disposait ni d'un gouvernement, ni d'un souverain, ni d'ailleurs de légitimation.
Un changement dans l'acte confédéral allemand afin d'obtenir la légitimation n'était en pratique pas faisable, car cela aurait exigé la signature des 38 États membres. Pour ces raisons seuls quelques pays reconnurent le pouvoir central allemand : les États-Unis, la Suède, les Pays-Bas, la Belgique, la Sardaigne, Naples, la Grèce et la Suisse.
La gauche voulait la création d'un gouvernement révolutionnaire, toutefois le parlement en décida autrement et le 28 juin 1848 450 députés contre 100 votèrent pour la loi introduisant un pouvoir central provisoire (« Provisorische Zentralgewalt ») en Allemagne. Cette loi introduisit un régent impérial choisit par l'assemblée nationale, qui devait former un gouvernement. Le jour suivant l'archiduc Jean-Baptiste d'Autriche fut élu à ce poste. À côté du ministre-président et des ministres, le pouvoir central disposait également de diplomates et de secrétaires d'État. Cependant la plupart étaient eux-mêmes des députés du parlement. Le 12 juillet 1848 le Bundestag de la confédération germanique considéra qu'il n'avait plus de raison d'être et transféra son pouvoir à la nouvelle autorité. Le nouveau régent impérial nomma Karl zu Leiningen ministre-président le 15 juillet.

### Liste des ministres-présidents du gouvernement du Reich
- Karl zu Leiningen du 15 juillet[47] au 5 septembre 1848[48]
- Anton von Schmerling du 16 septembre[49],[48] au 15 décembre 1848[50]
- Heinrich von Gagern du 17 décembre 1848 au 10 mai 1849[51]

## Principaux débats politiques

### La question des duchés

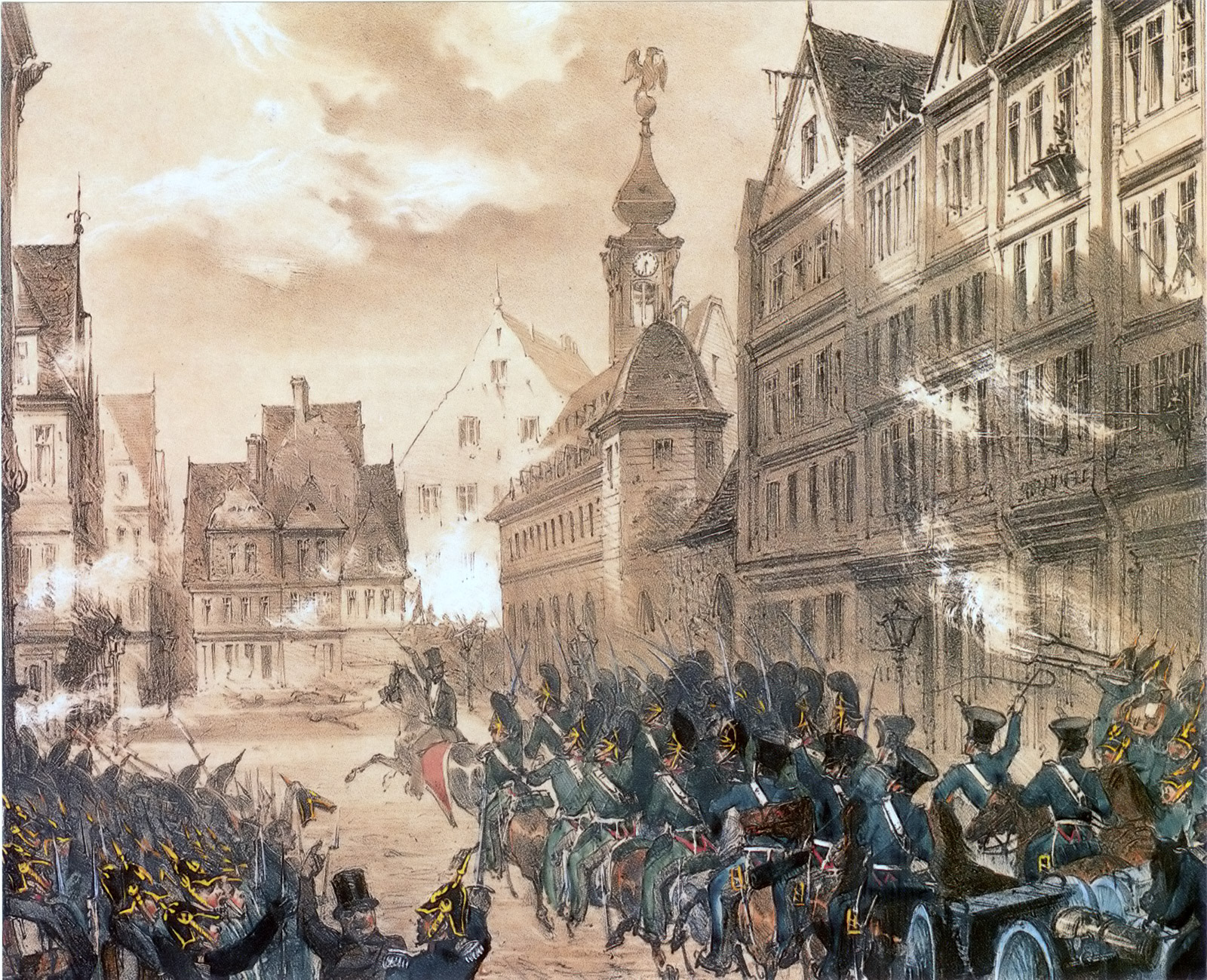
Assaut des barricades de la place Konstablerwache à Francfort-sur-le-Main le 18 septembre 1848 (lithographie d'E.G. May d'après un dessin de Jean-Nicolas Ventadour, XIXe siècle)

La situation politique dans le duché de Schleswig et de Holstein dans le contexte de nationalisme exacerbé de l'époque était source de frictions politiques. D'après le traité de Ribe de 1460 les deux duchés devaient rester en union personnelle avec la couronne du Danemark. Cependant, le Holstein faisait partie de la confédération germanique au contraire du Schleswig où vivait une population à la fois allemande et danoise. Les nationaux-libéraux et la gauche voulaient intégrer le Schleswig dans la confédération. Les nationalistes danois de leur côté voulaient en faire une part intégrante du Danemark.
Sur demande de la confédération germanique les troupes prussiennes envahirent les deux duchés. Toutefois, la Grande-Bretagne, la Russie et la France firent pression pour qu'une solution soit trouvée rapidement au conflit, ainsi le 26 août la Prusse et le Danemark signèrent l'armistice de Malmö. Il prévoyait le retrait de tous les soldats des duchés et l'administration commune de ceux-ci,.
Ce traité est rejeté par le parlement, sur proposition de Dahlmann et avec le soutien de la gauche radicale, à 238 voix contre 221 le 5 septembre 1848. Ils refusaient le fait que le traité ait été signé sans leur collaboration. Leiningen démissionna en conséquence. Dahlmann n'ayant pas les moyens de former une majorité c'est Anton von Schmerling qui devint le nouveau ministre-président.
Un second vote le 16 septembre 1848 finit par accepter la réalité des faits à une courte majorité (257 pour, 236 contre). Cela marqua le début des révolutions de septembre à Francfort dans lesquelles deux membres de la fraction casino voulant faire face aux révoltés furent assassinés : il s'agissait de Felix Fürst Lichnowsky et Hans Adolf Erdmann von Auerswald. Le parlement fut ainsi forcé d'appeler de l'aide auprès des troupes autrichiennes et prussiennes de l'armée de la confédération germanique protégeant la forteresse de Mayence,,.
Les démocrates radicaux, à la fois de gauche et nationalistes, ne se sentaient plus représentés par le parlement et voulaient que les différents États de la confédération prennent les armes aux côtés des révolutionnaires,. Gustav Struve appela le 21 septembre à Lörrach à la création d'une république allemande ce qui marqua le début de la seconde révolte badoise. L'agitation en Hongrie eut à la même période des répercussions à Vienne où une troisième vague révolutionnaire, le soulèvement d'octobre, prit forme. Tout cela rendit le travail du parlement particulièrement difficile.
L'acceptation de l'armistice de Malmö est considéré comme étant le point de rupture entre la bourgeoisie libérale et les démocrates radicaux. Cela confirmait à ces derniers que, comme Hecker le déclarait en juin 1848, les bourgeois « parlementaient avec les princes » (« mit den Fürsten unterhandeln ») au lieu d'« agir au nom du peuple souverain » (« im Namen des souveränen Volkes handeln »), ils étaient ainsi des « traîtres au bien du peuple » (« Verräter an der Sache des Volkes ». Pour les bourgeois ces déclarations prouvaient que la gauche n'agissait pas de manière responsable. Par ailleurs la populace de gauche mettait en péril l'ordre public et on craignait un basculement dans l'anarchie. Cette scission entre les députés a eu des conséquences notables dans le futur échec du parlement, celui-ci ayant perdu à la fois en prestige et en légitimité. Le travail entre fractions s'en trouva également affecté.

### Soulèvement d'octobre et exécution de Robert Blum

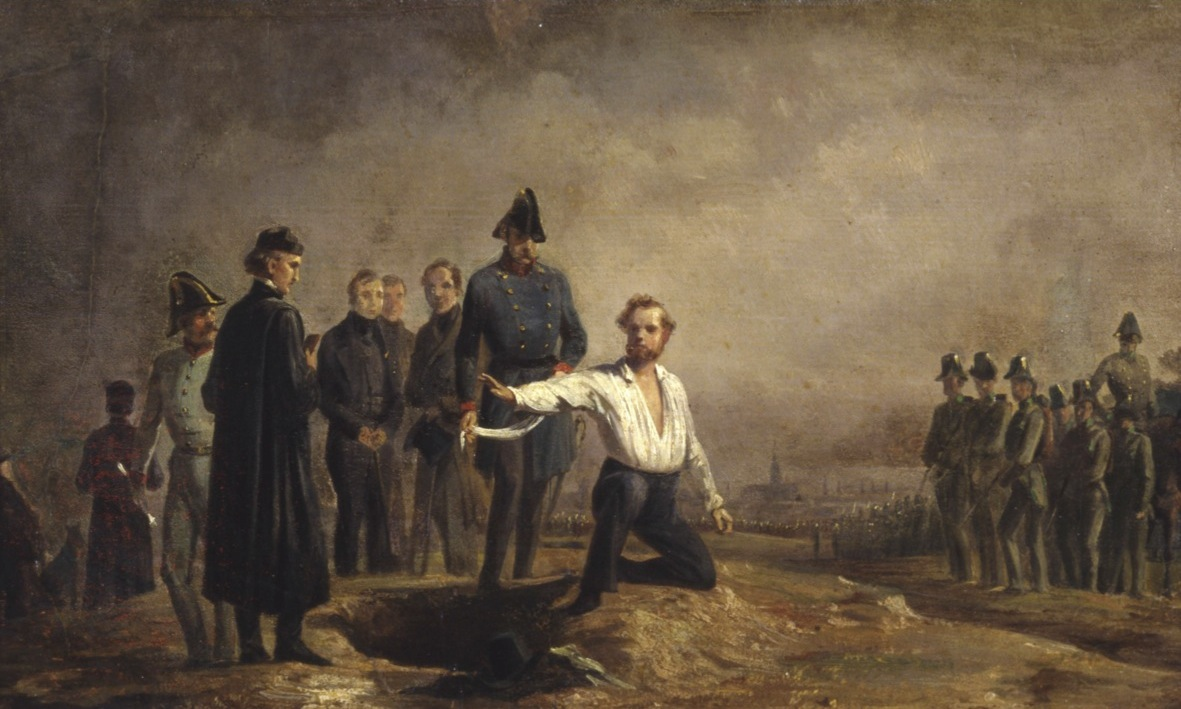
Exécution de Robert Blum (peinture de Carl Constantin Heinrich Steffeck, 1848-1849)

En octobre le soulèvement à Vienne obligea le gouvernement à fuir la ville. Le parlement de Francfort tenta de jouer les intermédiaires entre le gouvernement en fuite et les révoltés. Cependant la révolte fut rapidement réprimée dans le sang. Robert Blum, un des députés les plus en vue dans les rangs de démocrates, fut fusillé le 9 novembre sans qu'on prenne en compte son immunité parlementaire. Cette exécution mit en lumière la totale impuissance du parlement face aux États de la confédération. Friedrich Engels écrit en 1852 dans Revolution und Konterrevolution in Deutschland (révolution et contre-révolution en Allemagne) : « Le fait que le destin de la révolution se jouait à Vienne et Berlin, que dans ces deux capitales les questions vitales étaient décidées, sans même que l'on prenne la moindre note de l'existence de l'assemblée nationale de Francfort ; ce fait suffit à montrer que cette institution était simplement un club pour débattre, constitué d'un tas de moins-que-rien naïfs, qui se laissaient utiliser comme des marionnettes parlementaires par les gouvernements afin de donner du spectacle aux épiciers et aux artisans des petits États et des villes tant qu'on pensait cela utile, ce qui permettait de détourner l'attention des vrais décideurs »,.
L'exécution symbolise également la perte d'élan que commençait à subir la révolution en automne 1848 et qui annonçait la contre-révolution. Cela ne valait pas uniquement pour l'Autriche, en cette fin d'année 1848 les forces conservatrices s'étaient renforcées dans la plupart des États allemands. Le pouvoir des gouvernements révolutionnaires de mars s'érodait. En Prusse l'assemblée nationale prussienne avait été dissoute par le roi et la constitution qui y avait été écrite recalée.

### Solution grande-allemande ou solution petite-allemande
La question de l'unité allemande portait en elle le problème de la définition de l'Allemagne. L'appartenance ou non du Schleswig n'était qu'un détail comparée au problème que représentaient les territoires non-germaniques possédés par la Prusse et surtout l'Autriche hors des limites de la confédération. En effet au-delà du problème idéologique d'identité nationale et de la formation d'un État-nation, un État correspond à une nation, c'était le rapport de force entre la Prusse et l'Autriche au sein du nouvel ensemble qui créait le plus de remous. Les députés décidèrent pour commencer, passant outre aux protestations tchèques, d'intégrer les provinces de Bohême et de Moravie à la confédération germanique.

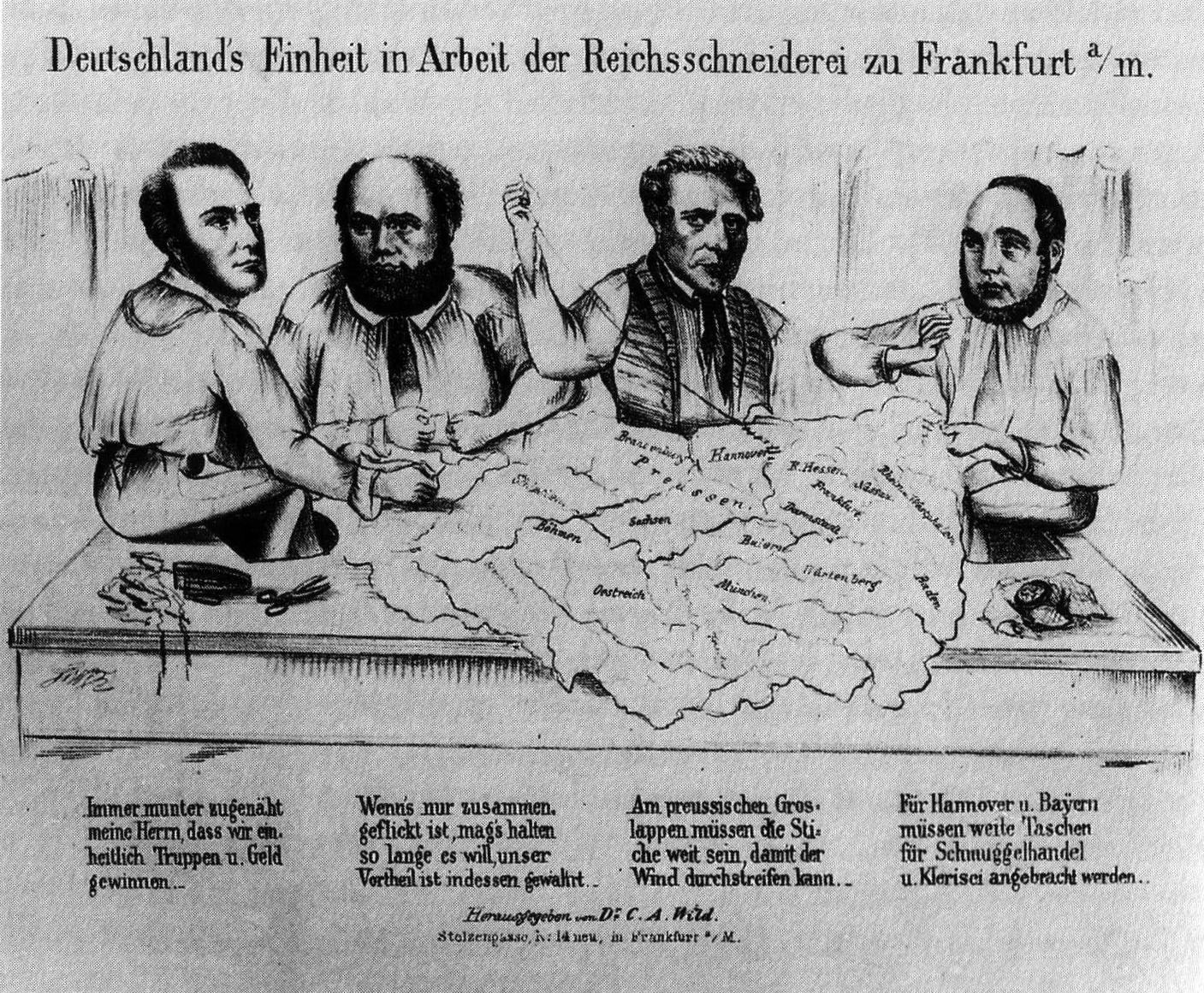
Caricature sur la création d'un État-nation. De gauche à droite : Heinrich von Gagern, Alexander von Soiron, Carl Theodor Welcker et Friedrich Daniel Bassermann

Ils se prononcèrent également pour le rattachement de la province de Posnanie avant la révolution polonaise de 1848. La création d'un État-nation polonais, idée très en vogue dans les milieux libéraux pendant la Vormärz, se retrouva confrontée à la question nationale allemande chez les députés libéraux, qui finalement donnèrent la priorité à la seconde.
Pour définir les limites du nouvel État deux solutions étaient en concurrence : la petite-allemande et la grande-allemande. La première prévoyait une Allemagne sans l'Autriche dominée par la Prusse, la seconde prévoyait l'intégration de l'ensemble de l'empire autrichien dans le nouvel État. Cette dernière solution posant le problème des peuples non-germanique et du trop grand pouvoir de l'Autriche, une solution intermédiaire où ses territoires germaniques auraient été incorporés au nouvel État et où sa domination sur ses autres territoires se serait limitée à des unions personnelles était celle défendue par les députés pro-autrichiens.
Les radicaux de gauche étaient majoritairement favorables à la solution grande-allemande, car comme Carl Vogt, ils ne voulaient pas tomber dans une « guerre sainte de la culture occidentale contre les barbares de l'est », à savoir les Hongrois et les Polonais.
Le centre libéral lui soutenait plutôt une solution plus pragmatique. Le 27 octobre 1848 le parlement vote à une large majorité pour la solution grande-allemande à condition qu'elle ne concerne que les parties germaniques de l'empire (« deutschen Lande Österreichs »).
L'empereur autrichien Ferdinand Ier n'était pas prêt à dissoudre son empire et il laissa son ministre-président Felix zu Schwarzenberg déclarer le 27 novembre, seulement quelques jours avant la passation de pouvoir à François-Joseph Ier, que l'Autriche n'était pas divisible. Cela rendit clair aux yeux du parlement que la seule solution réaliste était la solution petite-allemande. La formation Casino partisane jusqu'alors de la solution grande-allemande, comprend son impossibilité, la solution petite-allemande s'imposa alors aux yeux du parlement. En décembre 1848 la décision est entérinée. Gagern succéda mi-décembre à Schmerling, qui était autrichien et portait à la solution grande-allemande. Schwarzenberg a beau demander le 9 mars 1849 l'intégration complète de l'Empire autrichien ainsi qu'une augmentation considérable de son pouvoir dans l'union, il est trop tard.
La constitution élaborée par le parlement laissait toutefois la porte ouverte à une entrée de l'Autriche dans l'Allemagne, elle ne concernait que les parties germaniques, d'autres règles étant prévues pour les autres parts de l'empire. La répartition des voix au parlement définie dans l'article § 87 prévoyait également l'entrée de l'Autriche.

### Choix de la monarchie constitutionnelle
Dans la révolution de mars deux visions s'affrontent : d'un côté les démocrates et les républicains veulent donner la souveraineté au peuple, de l'autre les constitutionnalistes cherchent seulement à limiter le pouvoir des monarques par le moyen d'une constitution.
Langewiesche voit dans la proximité entre les souverains allemands et leurs peuples en 1848 la raison pour laquelle le peuple a majoritairement voulu leur conservation sur le trône. Le mouvement républicain ne rencontre de ce fait que peu d'écho en Allemagne. L'échec de Friedrich Hecker marque la fin des espoirs dans ce domaine.

### Droit de veto
Des débats eurent lieu sur la répartition des pouvoirs entre exécutif et législatif. Alors que la gauche souhaitait un gouvernement faible vis-à-vis du parlement avec de vastes possibilités pour ce dernier d'imposer ses vues au premier, la droite voulait quant à elle donner la possibilité au chef d'État la possibilité de dissoudre le parlement. Elle voulait également laisser toute liberté au gouvernement dans le domaine de la politique extérieure. La question se transforma rapidement en question sur le droit de veto.
Ces débats sur la possibilité de donner à la tête de l'État, que celle-ci prenne la forme d'un directoire ou d'une personne, débutèrent peu après l'octroiement d'une constitution par le roi de Prusse. Dahlmann était favorable à un veto absolu pour le chef de l'État, pour un « droit à l'action qui sauve » (« das Recht der rettenden Tat »). Il est probable que cette opinion fut motivé par l'idée que cela rendrait plus simple l'adoption de la couronne par le roi de Prusse. Toutefois la majorité du parlement est contre et ne voulait accorder qu'un veto suspensif de peur de trop limiter le pouvoir législatif. Il faut également distinguer le droit de veto sur les lois courantes et celui sur les amendements à la constitution. Les députés pensaient que second pourrait hypothéquer plus tard la mise en place d'une république. En première lecture, le parlement refusa cependant le droit de veto absolu sur les lois courantes à la tête de l'exécutif, tout en lui accordant pour les questions constitutionnelles. En seconde lecture seul un droit de veto suspensif fut accordé sur toutes les lois par 274 voix à 187,,.

### Droit de vote
La question du suffrage à adopter fit débat. Alors que le parlement avait été élu au suffrage universel, les groupes parlementaires libéraux, avec en tête la fraction Casino, étaient favorables à une restriction de l'assiette électoral en introduisant un suffrage censitaire. Ils voulaient se protéger contre les masses non éduquées politiquement : contre le despotisme des masses. La fraction Casino proposa d'exclure environ la moitié de la population en âge de voter des urnes. Un niveau de revenu minimum de 300 florins devait être selon eux exigé, certains groupes professionnels dans leur intégralité exclus, comme les saisonniers ou les servants, et tous ceux recevant une quelconque aide publique. Elle renonce par contre au suffrage indirect qui lui semblait plus favorable. Ce projet et celui de ne pas faire de vote secret échouèrent face à la coalition Mainlust assistée de manière étonnante par les députés de droite qui pensaient que les masses serraient promptes à élire des députés assujettis à la figure dominante de l'État. Seuls les plus radicaux réclamèrent le suffrage universel, direct et secret, la plupart des autres députés étaient prêt au compromis. Finalement ce suffrage fut tout de même voté le 2 mars 1849 à 256 voix contre 194. Certains députés favorables à la solution grande-allemande ayant votés pour afin de rendre impossible l'acceptation de la couronne par le roi de Prusse,.

### Constitution et droits fondamentaux

Plan de la structure de l'État allemand

Le 24 mai 1848 un comité constitutionnel élu de 30 représentants fut formé sous la direction de Basserman afin de préparer et de coordonner le travail sur la constitution.
Il se servait parfois du travail déjà réalisé par le comité des sept sur le sujet.
Le 28 décembre 1848, la « loi concernant les droits fondamentaux du peuple allemand » du 27 décembre passa au journal officiel. Les débats sur le sujet avaient eu lieu du 3 juillet au 12 octobre.
Ce catalogue de droits comprenait entre autres la liberté de circulation, l'égalité entre allemands dans tous les États allemands, l'abolition des privilèges et du féodalisme, la liberté de culte et de conscience, l'abolition de la peine de mort, la liberté de la recherche, la liberté de réunion - ce qui était en avance sur son temps -, l'encadrement des enquêtes de police et des procédures de justice, l'impossibilité de saisir un logement principal, la liberté de la presse, l'indépendance de la justice, la liberté d'entreprise et la liberté d'établissement. Le droit à la propriété est également affirmé.
Le vote final pour la constitution eut lieu 28 mars 1849, après de longs débats elle fut approuvée grâce à une courte majorité de 267 voix contre 263. Elle fut votée grâce aux partisans d'une couronne impériale héréditaire, comme Gagern et une partie de la fraction Westendhall menée par Heinrich Simon, on parle ainsi de « pacte Simon-Gagern » (« Simon-Gagern-Pakt »). Cette dernière fraction à l'origine réticente. Cette coalition formée en février contenant donc les fractions Casino, Landsberg, Augsburgerhof et une petite partie de la Westendhall, elle porte le nom de « Weidenbusch ». Ce principe d'hérédité a été voté seulement le 27 mars, et écrit dans le texte de la constitution lors de sa dernière lecture. Les raisons de ce choix étaient les difficultés à fonder une monarchie constitutionnelle ou un directoire tournant, ces solutions recevant également peu de soutien. La république d'inspiration américaine proposée par la gauche radicale avait tout aussi peu de chances de trouver un consensus.
La constitution prévoyait un système parlementaire bicaméral, une chambre du peuple élue par scrutin direct mais pas universel et une chambre des États (« Staatenhaus ») élue par les différents États allemands constituée pour moitié des représentants des anciens gouvernements régionaux (« Landesregierungen ») et pour moitié des représentants des parlements régionaux (« Landesparlamenten »).

### Proposition de la couronne impériale

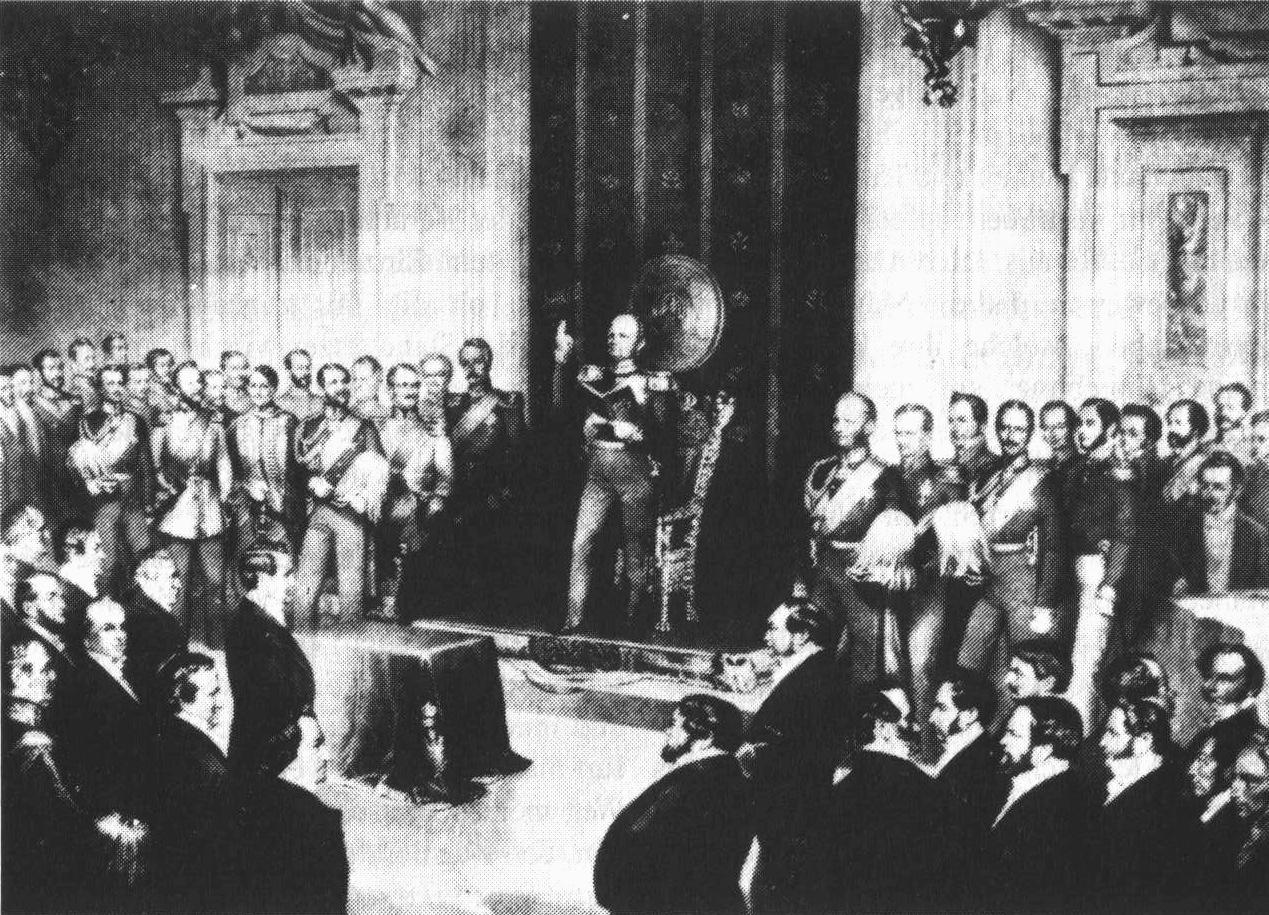
La délégation de députés venus proposer la couronne impériale à Frédéric-Guillaume IV (gravure sur bois, XIXe siècle)

Des suites du choix du parlement de la solution petite-allemande, le roi de Prusse Frédéric-Guillaume IV fut élu empereur le 28 mars 1849 par 290 voix contre 248, l'opposition étant constituée de la gauche, des députés autrichiens et du sud de l'Allemagne,. L'assemblée était au courant que le souverain jugeait de manière critique le travail fait à Francfort, toutefois le gouvernement prussien communiqua le 23 janvier 1849 que la Prusse acceptait l'idée d'un empire héréditaire.

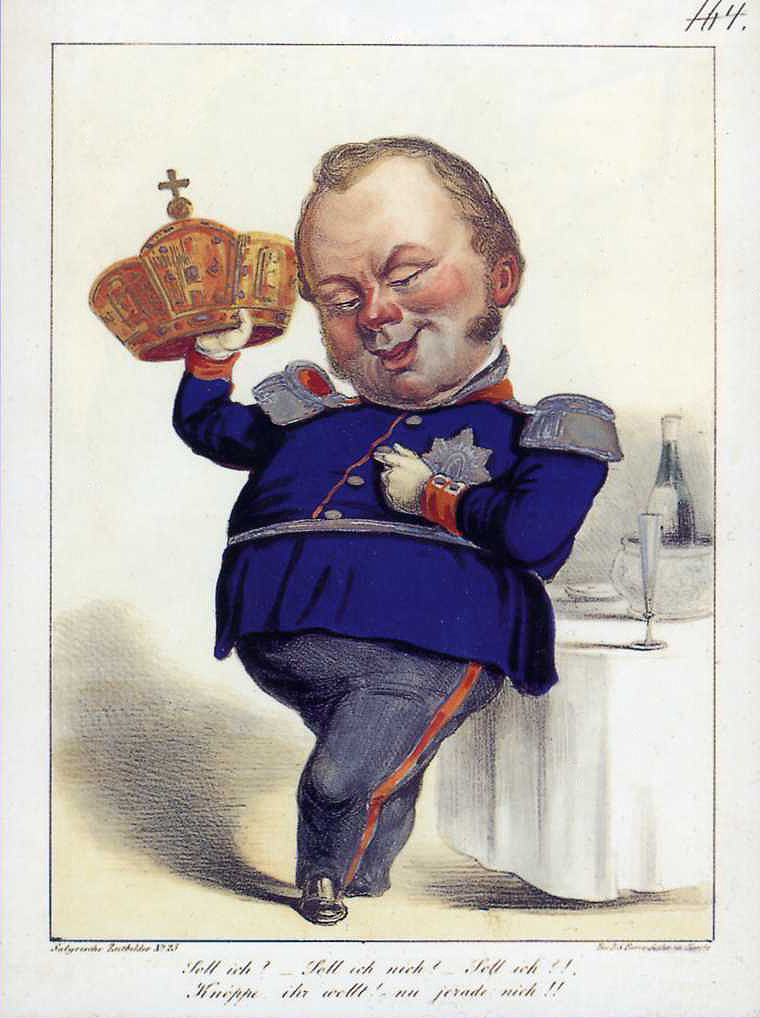
Frédéric-Guillaume IV refusant la couronne impériale (caricature, XIXe siècle).

La Prusse avait ratifié la constitution de Francfort, à l'inverse des autres grands États allemands : l'Autriche, Bavière, la Saxe ou le Hanovre. Les petits États avaient quant à eux ratifié la constitution. Le Wurtemberg refusa dans un premier temps, mais les révolutionnaires obligèrent le roi le 25 avril 1849 à ratifier la constitution. Les représentants du pouvoir central provisoire avaient plusieurs fois tenté de passer un pacte d'alliance avec le gouvernement prussien, dirigé contre les radicaux de gauche, en argumentant que la monarchie n'avait de chance de survie que sous la forme d'une monarchie constitutionnelle. Gagern avait déjà présenté ces points au monarque prussien en novembre 1848,.
C'est dans ce contexte que la délégation partie de Francfort arriva le 3 avril 1849 à Berlin pour proposer la couronne impériale au roi de Prusse. Celui-ci la refusa, argumentant qu'il ne pouvait l'accepter qu'avec l'accord de tous les autres souverains allemands,. Dans les faits la vraie raison de ce refus était la question du droit divin : Frédéric-Guillaume IV ne voulait pas d'une couronne qui avait l'« odeur nauséabonde de la révolution » (« Ludergeruch der Revolution »). Ce refus marque l'échec définitif de la révolution de mars et du travail de l'assemblée nationale. Il était également un signal pour les autres souverains allemands que le rapport de force avec les libéraux s'était inversé.

## Parlement croupion et dissolution

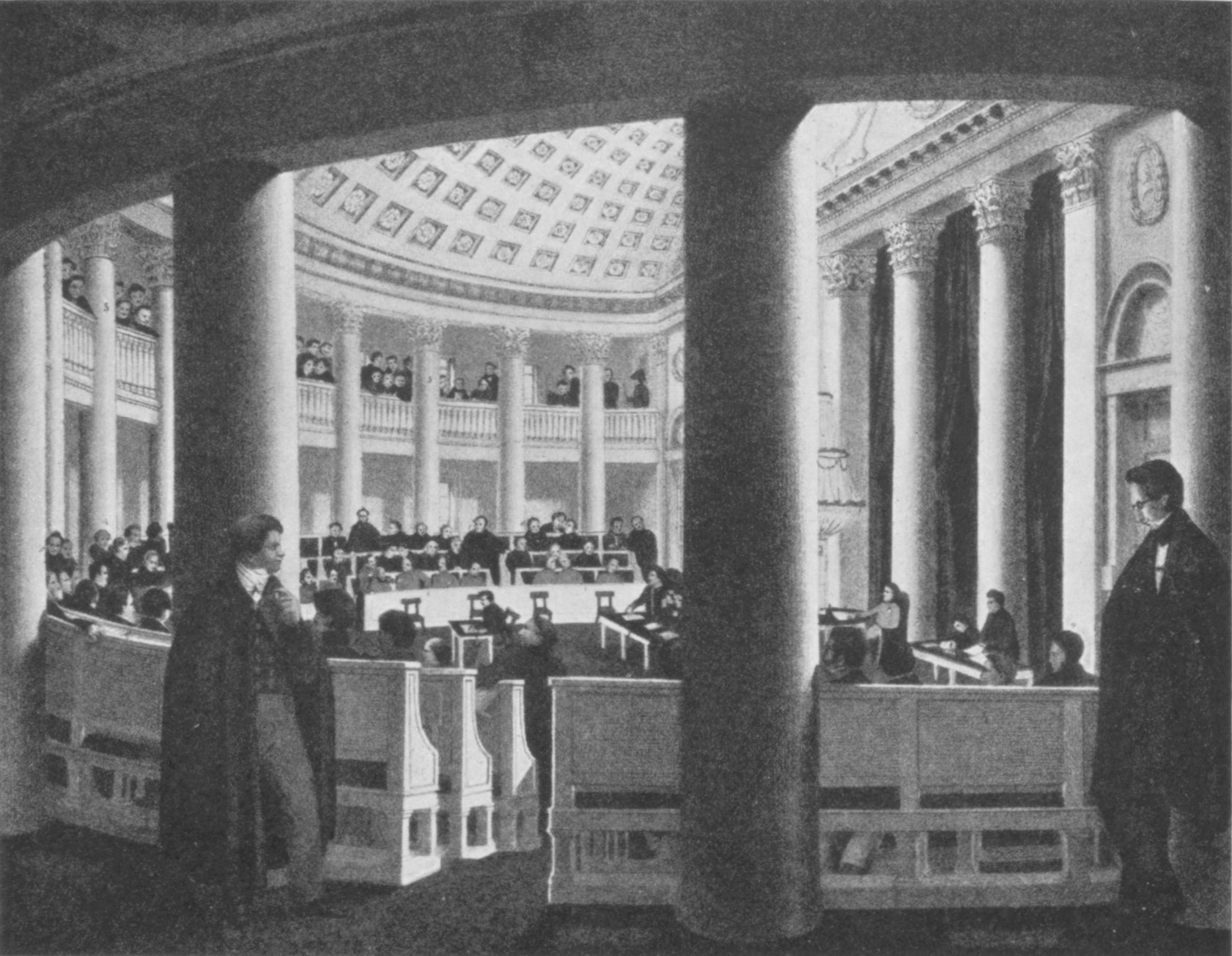
Hémicycle de Stuttgart, première séance du "parlement croupion" (lithographie de Jakob Heinrich Renz, XIXe siècle)

Le 5 avril 1849, tous les députés autrichiens se retirèrent du parlement de Francfort. Le 14 mai, les députés prussiens en firent de même. Les élections réclamées par Gagern n'eurent pas lieu, ce qui provoqua un affaiblissement constant de l'assemblée. Les conservateurs et les libéraux désertèrent également par la suite le parlement. Seule la gauche y resta, unie à partir du 19 mai, s'accrochant au fait que 28 États allemands avaient reconnu la constitution de l'église Saint-Paul. Ils espéraient se maintenir le temps de faire les élections prévues pour le 15 juillet, le premier Reichstag allemand devant siéger pour la première fois le 22 septembre. Ils appelèrent à prendre les armes lors de la campagne pour la Constitution du Reich (« Reichsverfassungskampagne ») qui visait à l'imposer aux États l'ayant rejetée,.
Ils ne se considéraient pas comme des révolutionnaires, ils considéraient que la constitution avait été votée au niveau national et que donc les États qui refusaient de s'y plier étaient dans l'illégalité. Même si l'usage de la violence ne plaisait pas à ces députés radicaux, ils ne voyaient pas d'autres solutions. Les députés modérés se contentèrent de constater leur défaite et repartirent déçus du parlement, où leur travail avait été vain.

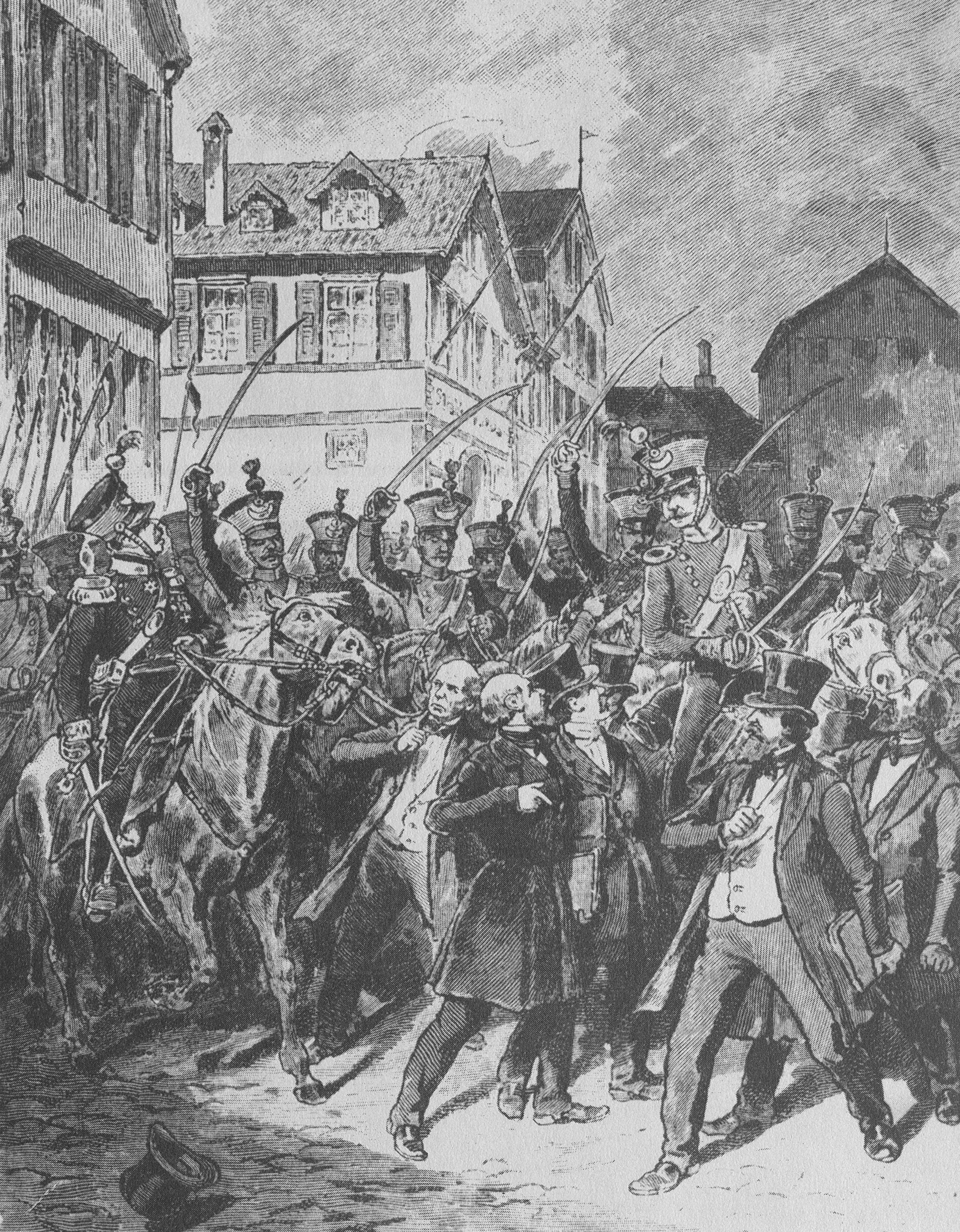
Dissolution du "parlement croupion" le 18 juin 1849 : les dragons du Wurtemberg font sortir par la force les députés récalcitrants (illustration, 1893)

En Saxe, la campagne pour la révolution réussit à mettre en fuite le roi, et dans la région du Palatinat, appartenant alors à la Bavière, les révolutionnaires réussirent à renverser le gouvernement. Le 14 mai dans le pays de Bade une mutinerie eut lieu dans la garnison de Rastatt qui s'alliant aux révolutionnaires força le grand-duc Léopold à prendre la fuite et conduisit à la proclamation de la république badoise avec un gouvernement dirigé par l'ancien député Lorenz Brentano. Cette armée révolutionnaire était dirigée par le général polonais Mieroslawski. Au même moment, les troupes prussiennes sous mandat de la confédération germanique furent affectées à l'écrasement des troupes révolutionnaires. Le gouvernement prussien se préparait également fin mai à expulser les derniers députés de l'église Saint-Paul. Ce qui conduisit au départ de nouveaux députés qui acceptèrent de se soumettre à leurs gouvernements locaux et renoncèrent à leur mandat. Le parlement décida de réduire le nombre de députés présents nécessaire au vote d'une loi à 100 pour s'adapter aux nombreux désistements.
Le 31 mai les représentants rescapés, majoritairement des démocrates radicaux, acceptèrent la proposition de Friedrich von Römer, également ministre de la Justice dans le gouvernement révolutionnaire du Wurtemberg, de déménager le parlement à Stuttgart, afin de sortir de la zone d'influence prussienne. Cela marque la fin de l'assemblée nationale de Francfort. Le nouveau parlement, surnommé par dérision « parlement croupion » (« Rumpfparlament »), était composé de 154 députés et siégea pour la première fois le 6 juin 1849 dans la capitale du Wurtemberg,,.
Le pouvoir central provisoire et le régent impérial ne reconnaissant pas ce nouveau parlement, ce dernier décida de proclamer un nouvel organe de direction composé de Franz Raveaux, Carl Vogt, Heinrich Simon, Friedrich Schüler et August Becher (de). En quête de légitimité le parlement croupion appela à la désobéissance civile et à la résistance militaire contre les États ne reconnaissant pas la constitution.
Toutefois le gouvernement du Wurtemberg et Römer prirent rapidement leurs distances avec le nouveau parlement. En effet, son pouvoir nuisait à l'autonomie du royaume, de plus l'armée prussienne venait de mater les révolutions dans les États voisins du Palatinat et de Bade. Le 17 juin, Römer déclara au président du parlement que : « Le gouvernement du Wurtemberg se trouve dans la situation de ne plus pouvoir accepter la présence de l'assemblée nationale et de son directoire, élu le 6 de ce mois, à Stuttgart et dans le Wurtemberg »,. Le parlement n'étant plus constitué à ce moment-là que de 99 députés, il était, de fait, devenu incompétent. Le 18 juin, les militaires du Wurtemberg intervinrent au début de la séance parlementaire afin d'évacuer l'hémicycle. Les manifestations improvisées par les députés furent rapidement et sans effusion de sang interrompues. Les députés des autres États allemands furent renvoyés chez eux.
Les plans de reconstituer le parlement cette fois à Karlsruhe ne furent pas mis en application au vu de la défaite totale de la révolution badoise qui intervint 5 semaines plus tard.

## Conséquences politiques
Après la dissolution du parlement la Prusse lança une politique d'unification menée par Joseph von Radowitz et soutenue par des députés conservateurs qui tentaient de mettre en place la solution petite-allemande avec une monarchie constitutionnelle. On parle de révolution « par le haut » (« von oben »), c'est-à-dire qu'elle était décidée par les monarques et non par le peuple.
Les partisans d'un empire héréditaire, rassemblés autour de Gagern, soutinrent cette politique dans le parlement de Gotha (« Gothaer Nachparlament » puis dans l'Union d'Erfurt.
Toutefois en 1850 la Prusse se vit contrainte d'abandonner cette politique par le traité d'Olmütz signé avec l'Autriche. L'influence de la révolution de mars en Prusse ne doit cependant pas être sous-estimée.
Son rôle majeur dans la contre-révolution pour vaincre les révolutionnaires mettait en évidence sa domination sur les petits et moyens États allemands ainsi que son caractère incontournable dans la politique nationale. Elle avait par ailleurs amélioré sa position stratégique, par exemple les dirigeants du pays de Bade lui étaient reconnaissants et constituaient son premier allié en Allemagne du sud. De plus la solution petite-allemande était devenue particulièrement populaire. La guerre austro-prussienne de 1866 qui vit la victoire de la Prusse et la création de la confédération de l'Allemagne du Nord était un pas significatif en direction de l'unité allemande de 1871.
La scission entre démocrates et libéraux, les aspirations nationalistes nées de la révolution qui aboutirent à la formation de l'empire allemand, unification sans application des droits de l'homme, furent considérés par de nombreux historiens comme un point déterminant dans l'histoire allemande au XXe siècle. Cette théorie est appelée la Sonderweg (voie - historique - particulière).
Le travail de l'assemblée nationale et la révolution de mars en général furent discrédités dans les décennies qui suivirent. Les idées des démocrates radicaux, comme Ludwig Häusser, furent considérées comme étant à la fois naïves et irresponsables. Les libéraux issus de la bourgeoisie, qui avaient également perdu en crédibilité et étaient devenus impopulaires, se retirèrent pour beaucoup de la politique déçus. Basserman se donna ainsi la mort en 1855.
Le retour en grâce de la révolution de mars vint avec la république de Weimar et surtout après la Seconde Guerre mondiale où à la fois le RDA et la RFA se disputaient l'héritage révolutionnaire de 1848.